# Balanub
Balanub (en rus: Балануб) és un poble del Daguestan, a Rússia, que en el cens del 2010 tenia 117 habitants. Pertany al districte rural de Gunib.